# Villa des Charmilles
La villa des Charmilles est une voie du 15e arrondissement de Paris, en France.

## Situation et accès

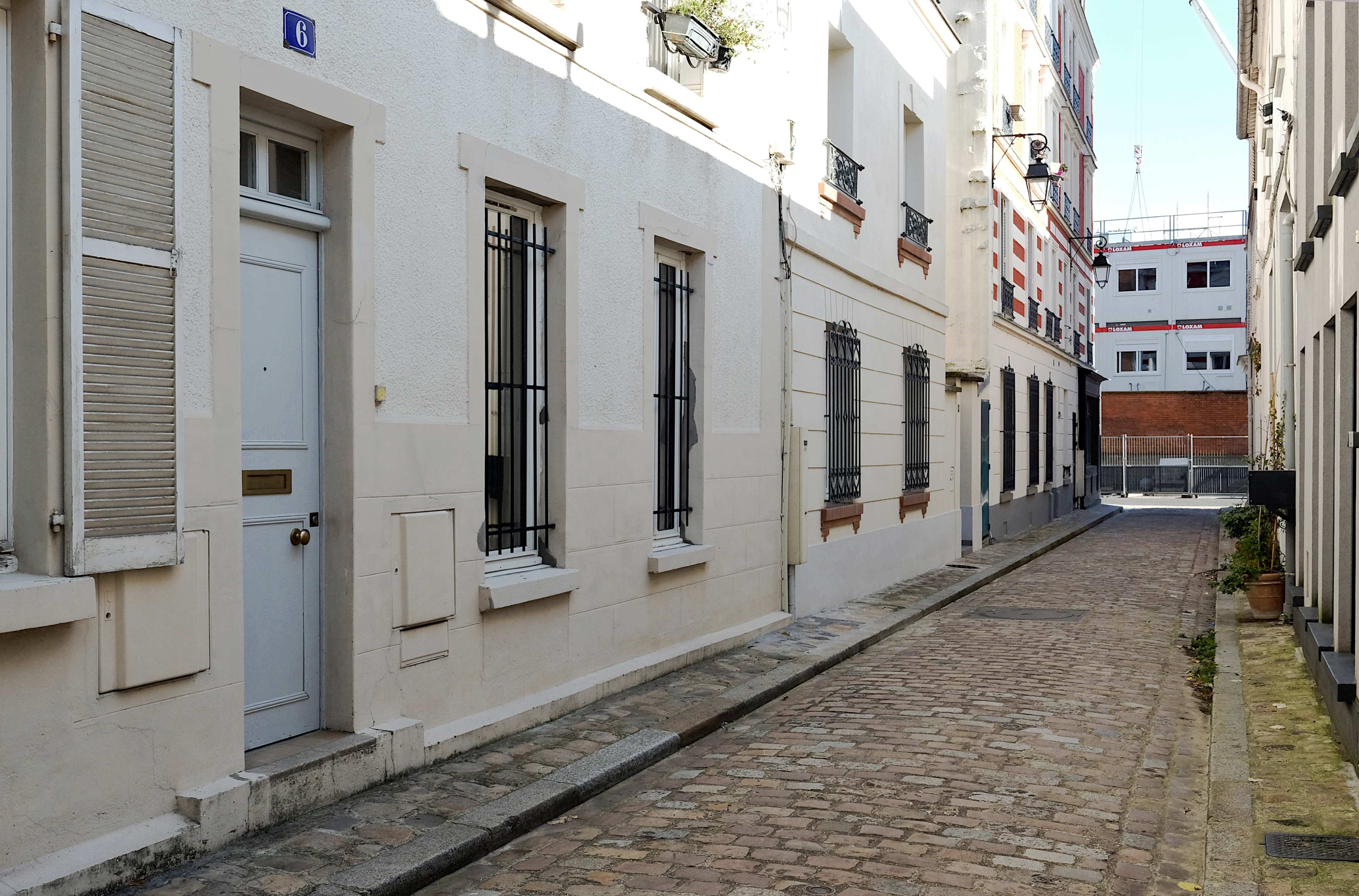
La Villa des Charmilles vue en direction de la rue Castagnary.

La villa des Charmilles est une voie publique située dans le 15e arrondissement de Paris. Elle débute au 56, rue Castagnary et se termine en impasse après un coude de 90 degrés.

## Origine du nom
Cette voie était bordée de charmilles. 

## Historique

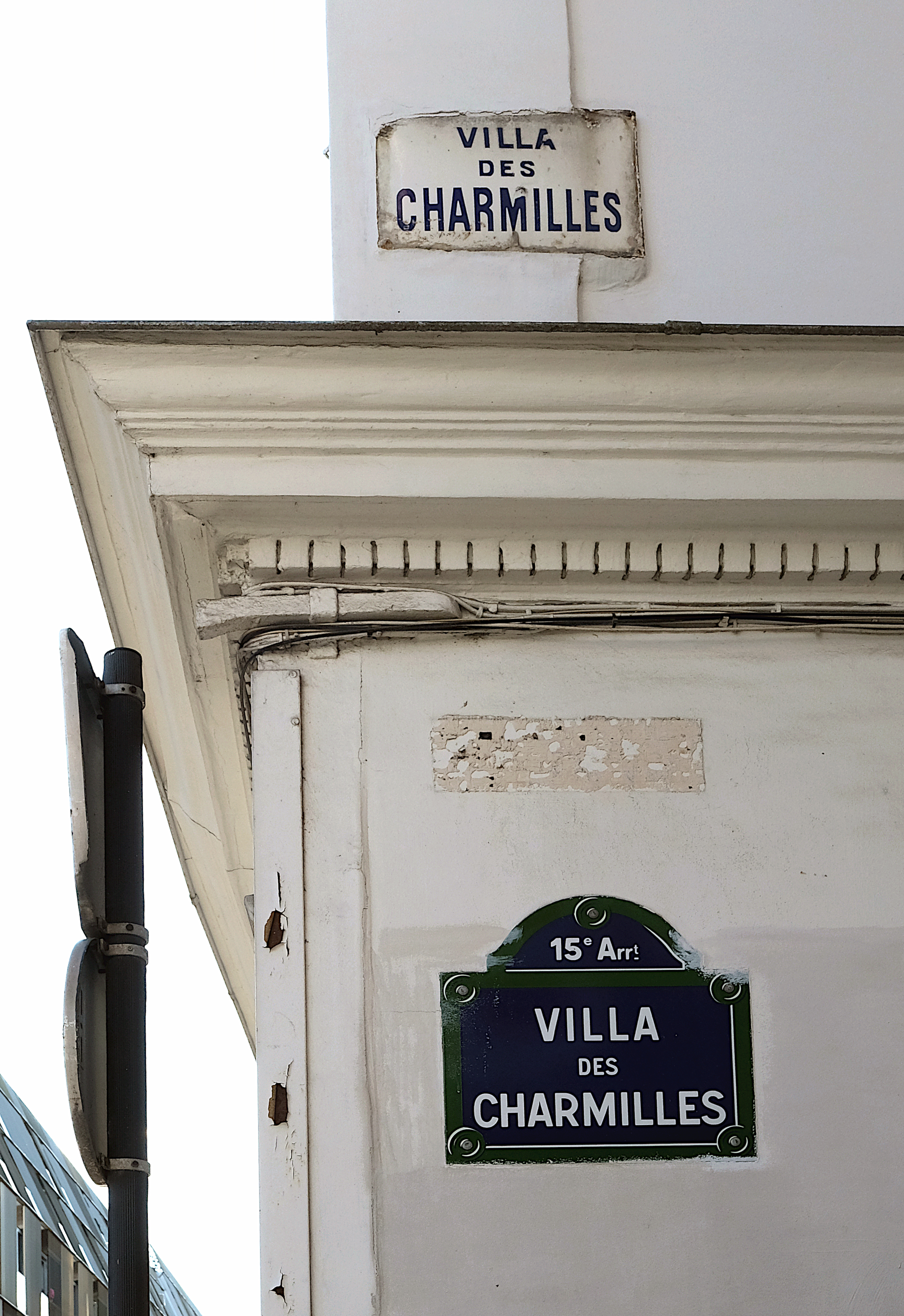
Plaques actuelle et ancienne.

Située sur le territoire de Vanves, sous le nom d’« impasse des Jardinets », elle fut annexée par Paris en 1863. Elle portait en 1877 le nom d’« impasse des Charmilles » avant de prendre sa dénomination actuelle en 1928.

## Bâtiments remarquables et lieux de mémoire

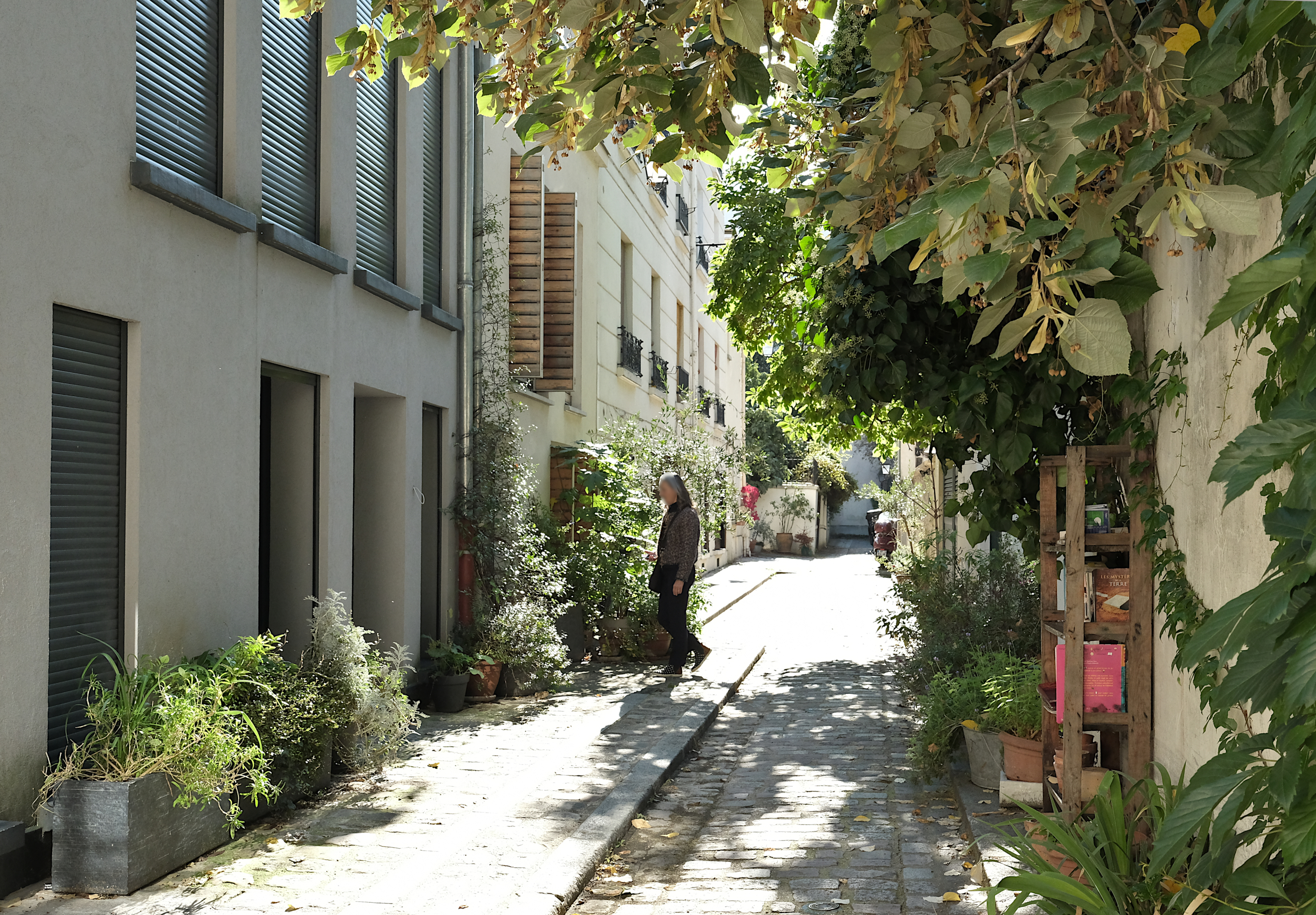
Le fond de l'impasse.